# Арсаки (присілок, Владимирська область)
Арсаки (рос. Арсаки) — присілок у Александровському районі Владимирської області Російської Федерації.
Входить до складу муніципального утворення Следневське сільське поселення. Населення становить 86 осіб (2010).

## Історія
Присілок розташований на землях фіно-угорського народу мещери.
Від 10 квітня 1929 року належить до Александровського району. Спочатку у складі Івановської промислової області, а від 1944 року — Владимирської області.
Згідно із законом від 16 травня 2005 року входить до складу муніципального утворення Следневське сільське поселення.

## Населення
| 1859 | 1905 | 1926 | 2002 | 2010 |
| ---- | ---- | ---- | ---- | ---- |
| 299  | ↗364 | ↗386 | ↘278 | ↘86  |